# Campionato americano femminile di pallacanestro 2009
Il 10º Campionato americano femminile di pallacanestro FIBA (noto anche come FIBA Americas Championship for Women 2009) si svolse dal 23 al 27 settembre 2009 a Cuiabá, in Brasile.
I Campionati americani femminili di pallacanestro sono una manifestazione biennale tra le squadre nazionali organizzato dalla FIBA Americas. L'edizione 2009 garantiva alle prime tre classificate l'accesso diretto ai Mondiali 2010.

## Squadre partecipanti
- Argentina
- Brasile
- Canada
- Cile
- Cuba
- Porto Rico
- Rep. Dominicana
- Venezuela

## Sedi delle partite
| Fase          | Città  | Impianto                |
| ------------- | ------ | ----------------------- |
| Intero torneo | Cuiabá | Ginásio Aecim Tocantins |

## Prima fase

### Gruppo A
| Squadra         | G | V | P | PF  | PS  | DP   |
| --------------- | - | - | - | --- | --- | ---- |
| Brasile         | 3 | 3 | 0 | 260 | 141 | +119 |
| Canada          | 3 | 2 | 1 | 218 | 155 | +63  |
| Porto Rico      | 3 | 1 | 2 | 174 | 192 | -18  |
| Rep. Dominicana | 3 | 0 | 3 | 143 | 307 | –164 |

### Risultati
| Cuiabá 23 settembre 2009, ore 17:00                | Canada | 103 – 37 (25-13, 55-20, 77-28) referto | Rep. Dominicana | Ginásio Aecim Tocantins |
| \| \| \| \| \| Adams 16 \| Punti \| 16 Paniagua \| |        |                                        |                 |                         |
|                                                    |        |                                        |                 |                         |
| Adams 16                                           | Punti  | 16 Paniagua                            |                 |                         |

| Cuiabá 23 settembre 2009                                | Brasile | 78 – 34 (22-10, 43-18, 61-30) referto | Porto Rico | Ginásio Aecim Tocantins |
| \| \| \| \| \| Adrianinha 18 \| Punti \| 14 Valentín \| |         |                                       |            |                         |
|                                                         |         |                                       |            |                         |
| Adrianinha 18                                           | Punti   | 14 Valentín                           |            |                         |

| Cuiabá 24 settembre 2009, ore 15:00                   | Canada | 70 – 57 (11-13, 32-27, 47-40) referto | Porto Rico | Ginásio Aecim Tocantins |
| \| \| \| \| \| Gabriele 13 \| Punti \| 18 Valentín \| |        |                                       |            |                         |
|                                                       |        |                                       |            |                         |
| Gabriele 13                                           | Punti  | 18 Valentín                           |            |                         |

| Cuiabá 24 settembre 2009, ore 19:39                  | Brasile | 121 – 62 (36-22, 66-41, 96-57) referto | Rep. Dominicana | Ginásio Aecim Tocantins |
| \| \| \| \| \| Franciele 23 \| Punti \| 17 Monsac \| |         |                                        |                 |                         |
|                                                      |         |                                        |                 |                         |
| Franciele 23                                         | Punti   | 17 Monsac                              |                 |                         |

| Cuiabá 25 settembre 2009, ore 15:00                   | Porto Rico | 83 – 44 (22-14, 43-22, 66-32) referto | Rep. Dominicana | Ginásio Aecim Tocantins |
| \| \| \| \| \| Valentín 22 \| Punti \| 12 Estrella \| |            |                                       |                 |                         |
|                                                       |            |                                       |                 |                         |
| Valentín 22                                           | Punti      | 12 Estrella                           |                 |                         |

| Cuiabá 25 settembre 2009, ore 19:30                                | Brasile | 61 – 45 (17-10, 26-18, 45-34) referto | Canada | Ginásio Aecim Tocantins |
| \| \| \| \| \| Alessandra, Fernanada 12 \| Punti \| 10 Gabriele \| |         |                                       |        |                         |
|                                                                    |         |                                       |        |                         |
| Alessandra, Fernanada 12                                           | Punti   | 10 Gabriele                           |        |                         |

### Gruppo B
| Squadra   | G | V | P | PF  | PS  | DP  |
| --------- | - | - | - | --- | --- | --- |
| Argentina | 3 | 3 | 0 | 234 | 203 | +31 |
| Cuba      | 3 | 2 | 1 | 270 | 200 | +70 |
| Cile      | 3 | 1 | 2 | 194 | 225 | -31 |
| Venezuela | 3 | 0 | 3 | 189 | 259 | –70 |

### Risultati
| Cuiabá 23 settembre 2009, ore 15:00                 | Cuba  | 94 – 60 (28-17, 41-27, 70-43) referto | Cile | Ginásio Aecim Tocantins |
| \| \| \| \| \| Amargo 15 \| Punti \| 21 Morrison \| |       |                                       |      |                         |
|                                                     |       |                                       |      |                         |
| Amargo 15                                           | Punti | 21 Morrison                           |      |                         |

| Cuiabá 23 settembre 2009, ore 21:00                      | Argentina | 87 – 65 (25-19, 52-36, 73-45) referto | Venezuela | Ginásio Aecim Tocantins |
| \| \| \| \| \| Reggiardo 17 \| Punti \| 17 Villarroel \| |           |                                       |           |                         |
|                                                          |           |                                       |           |                         |
| Reggiardo 17                                             | Punti     | 17 Villarroel                         |           |                         |

| Cuiabá 24 settembre 2009, ore 17:15                  | Argentina | 62 – 57 (16-8, 31-31, 44-45) referto | Cile | Ginásio Aecim Tocantins |
| \| \| \| \| \| Sánchez 13 \| Punti \| 12 Morrison \| |           |                                      |      |                         |
|                                                      |           |                                      |      |                         |
| Sánchez 13                                           | Punti     | 12 Morrison                          |      |                         |

| Cuiabá 24 settembre 2009, ore 21:45                          | Cuba  | 95 – 55 (30-17, 46-27, 70-40) referto | Venezuela | Ginásio Aecim Tocantins |
| \| \| \| \| \| Amargo, Calvo 16 \| Punti \| 21 Villarroel \| |       |                                       |           |                         |
|                                                              |       |                                       |           |                         |
| Amargo, Calvo 16                                             | Punti | 21 Villarroel                         |           |                         |

| Cuiabá 25 settembre 2009, ore 17:15                  | Cile  | 77 – 69 (20-15, 36-34, 52-55) referto | Venezuela | Ginásio Aecim Tocantins |
| \| \| \| \| \| Gómez 31 \| Punti \| 19 Villarroel \| |       |                                       |           |                         |
|                                                      |       |                                       |           |                         |
| Gómez 31                                             | Punti | 19 Villarroel                         |           |                         |

| Cuiabá 25 settembre 2009, ore 21:45                 | Argentina | 85 – 81 (d.1t.s.) (19-17, 37-36, 57-59, 72-72) referto | Cuba | Ginásio Aecim Tocantins |
| \| \| \| \| \| Paoletta 22 \| Punti \| 21 Noblet \| |           |                                                        |      |                         |
|                                                     |           |                                                        |      |                         |
| Paoletta 22                                         | Punti     | 21 Noblet                                              |      |                         |

## Fase finale

### Finali 1º - 3º posto
|  | Semifinali | Semifinali | Semifinali |           |         | Finale 1º posto | Finale 1º posto | Finale 1º posto |  |
|  |            |            |            |           |         |                 |                 |                 |  |
|  | Brasile    | Brasile    | 79         |           |         |                 |                 |                 |  |
|  | Brasile    | Brasile    | 79         |           |         |                 |                 |                 |  |
|  | Cuba       | Cuba       | 59         |           |         |                 |                 |                 |  |
|  | Cuba       | Cuba       | 59         |           | Brasile | Brasile         | 71              |                 |  |
|  |            |            |            |           | Brasile | Brasile         | 71              |                 |  |
|  |            |            | Argentina  | Argentina | 48      |                 |                 |                 |  |
|  | Canada     | Canada     | Argentina  | Argentina | 48      | 53              |                 |                 |  |
|  | Canada     | Canada     |            |           |         | 53              |                 |                 |  |
|  | Argentina  | Argentina  | 63         |           |         | Finale 3º posto | Finale 3º posto | Finale 3º posto |  |
|  | Argentina  | Argentina  | 63         |           |         |                 |                 |                 |  |
|  |            |            |            |           |         |                 |                 |                 |  |
|  |            |            |            |           |         | Cuba            | Cuba            | 49              |  |
|  |            |            |            |           |         | Cuba            | Cuba            | 49              |  |
|  |            |            |            |           |         | Canada          | Canada          | 59              |  |

### Finali 5º - 7º posto
|  | Semifinali 5º/8º posto | Semifinali 5º/8º posto | Semifinali 5º/8º posto |      |            | Finale 5º posto | Finale 5º posto | Finale 5º posto |  |
|  |                        |                        |                        |      |            |                 |                 |                 |  |
|  | Porto Rico             | Porto Rico             | 74                     |      |            |                 |                 |                 |  |
|  | Porto Rico             | Porto Rico             | 74                     |      |            |                 |                 |                 |  |
|  | Venezuela              | Venezuela              | 53                     |      |            |                 |                 |                 |  |
|  | Venezuela              | Venezuela              | 53                     |      | Porto Rico | Porto Rico      | 61              |                 |  |
|  |                        |                        |                        |      | Porto Rico | Porto Rico      | 61              |                 |  |
|  |                        |                        | Cile                   | Cile | 49         |                 |                 |                 |  |
|  | Rep. Dominicana        | Rep. Dominicana        | Cile                   | Cile | 49         | 58              |                 |                 |  |
|  | Rep. Dominicana        | Rep. Dominicana        |                        |      |            | 58              |                 |                 |  |
|  | Cile                   | Cile                   | 72                     |      |            | Finale 7º posto | Finale 7º posto | Finale 7º posto |  |
|  | Cile                   | Cile                   | 72                     |      |            |                 |                 |                 |  |
|  |                        |                        |                        |      |            |                 |                 |                 |  |
|  |                        |                        |                        |      |            | Venezuela       | Venezuela       | 87              |  |
|  |                        |                        |                        |      |            | Venezuela       | Venezuela       | 87              |  |
|  |                        |                        |                        |      |            | Rep. Dominicana | Rep. Dominicana | 82              |  |

### Semifinali
- 5º - 8º posto

| Cuiabá 26 settembre 2009, ore 15:00                    | Porto Rico | 74 – 53 (11-20, 36-32, 59-45) referto | Venezuela | Ginásio Aecim Tocantins |
| \| \| \| \| \| Martínez 24 \| Punti \| 11 C. Blanco \| |            |                                       |           |                         |
|                                                        |            |                                       |           |                         |
| Martínez 24                                            | Punti      | 11 C. Blanco                          |           |                         |

| Cuiabá 26 settembre 2009, ore 17:15                   | Cile  | 72 – 58 (20-17, 37-29, 49-37) referto | Rep. Dominicana | Ginásio Aecim Tocantins |
| \| \| \| \| \| Morrison 19 \| Punti \| 15 Paniagua \| |       |                                       |                 |                         |
|                                                       |       |                                       |                 |                         |
| Morrison 19                                           | Punti | 15 Paniagua                           |                 |                         |

- 1º - 4º posto

| Cuiabá 26 settembre 2009, ore 19:30             | Brasile | 79 – 59 (21-13, 36-30, 63-46) referto | Cuba | Ginásio Aecim Tocantins |
| \| \| \| \| \| Helen 24 \| Punti \| 11 Gelis \| |         |                                       |      |                         |
|                                                 |         |                                       |      |                         |
| Helen 24                                        | Punti   | 11 Gelis                              |      |                         |

| Cuiabá 26 settembre 2009, ore 21:45                   | Argentina | 63 – 53 (19-10, 28-22, 42-37) referto | Canada | Ginásio Aecim Tocantins |
| \| \| \| \| \| Paoletta 15 \| Punti \| 13 Gabriele \| |           |                                       |        |                         |
|                                                       |           |                                       |        |                         |
| Paoletta 15                                           | Punti     | 13 Gabriele                           |        |                         |

### Finali
- 7º - 8º posto

| Cuiabá 27 settembre 2009, ore 14:15                   | Venezuela | 87 – 82 (d.1t.s.) (15-20, 26-37, 56-59, 74-74) referto | Rep. Dominicana | Ginásio Aecim Tocantins |
| \| \| \| \| \| Villarroel 28 \| Punti \| 28 Monsac \| |           |                                                        |                 |                         |
|                                                       |           |                                                        |                 |                         |
| Villarroel 28                                         | Punti     | 28 Monsac                                              |                 |                         |

- 5º - 6º posto

| Cuiabá 27 settembre 2009, ore 16:15                | Porto Rico | 61 – 49 (19-12, 32-32, 48-38) referto | Cile | Ginásio Aecim Tocantins |
| \| \| \| \| \| Martínez 21 \| Punti \| 20 Gómez \| |            |                                       |      |                         |
|                                                    |            |                                       |      |                         |
| Martínez 21                                        | Punti      | 20 Gómez                              |      |                         |

- 3º - 4º posto

| Cuiabá 27 settembre 2009, ore 18:30                | Canada | 59 – 49 (d.1t.s.) (16-13, 28-21, 34-40, 48-48) referto | Cuba | Ginásio Aecim Tocantins (10.880 spett.) |
| \| \| \| \| \| Gabriele 15 \| Punti \| 13 Ávila \| |        |                                                        |      |                                         |
|                                                    |        |                                                        |      |                                         |
| Gabriele 15                                        | Punti  | 13 Ávila                                               |      |                                         |

- 1º - 2º posto

| Cuiabá 27 settembre 2009, ore 20:30                  | Brasile | 71 – 48 (7-13, 25-21, 50-35) referto | Argentina | Ginásio Aecim Tocantins (13.000 spett.) |
| \| \| \| \| \| Sílvinha 18 \| Punti \| 13 Sánchez \| |         |                                      |           |                                         |
|                                                      |         |                                      |           |                                         |
| Sílvinha 18                                          | Punti   | 13 Sánchez                           |           |                                         |

## Classifica finale
| Campione d'America | Campione d'America | Campione d'America |
| --- | ------------------ | --- |
| Brasile4 Adrianinha, 5 Helen, 6 Karen, 7 Micaela, 8 Natália, 9 Kelly, 10 Mamá, 11 Fernanda, 12 Palmira, 13 Alessandra, 14 Franciele, 15 Silvinha, All. Paulo Bassul |                    | |
| Argento | Argentina          | Argentina4 Burani, 5 Flores, 6 Reggiardo, 7 Mendoza, 8 Landra, 9 Cava, 10 Gatti, 11 Paoletta, 12 Pavón, 13 Cejas, 14 Sánchez, 15 Fernández, All. Eduardo Pinto            |
| Bronzo | Canada             | Canada4 Riverin, 5 Gabriele, 6 Chapdelaine, 7 Adrian, 8 Smith, 9 Bekkering, 10 Pinske, 11 Achonwa, 12 Weigl, 13 Tatham, 14 Aubry, 15 Adams, All. Allison McNeill          |
| 4. | Cuba               | Cuba4 Romero, 5 Casanova, 6 Calvo, 7 Gelis, 8 Soria, 9 Amargo, 10 Moisés, 11 Cepeda, 12 Noblet, 13 Fernández, 14 Hechavarría, 15 Ávila, All. Alberto Zabala               |
| 5. | Porto Rico         | Porto Rico4 de Jesús, 5 Rosado, 6 Santos, 7 Martínez, 8 Rivera, 9 Emmanuelli, 10 Valentín, 11 Báez, 12 Morales, 13 L. González, 14 Plácido, 15 Vargas, All. Omar González |
| 6. | Cile               | Cile4 Morales, 5 de la Quintana, 6 Novión, 7 Moya, 8 Troncoso, 9 Serrano, 10 Valenzuela, 11 Naranjo, 12 Morrison, 13 Gómez, 14 Curaz, 15 Leiva, All. Cristian Santander   |
| 7. | Venezuela          | Venezuela4 Silva, 5 Y. Díaz, 6 Requena, 7 Dolande, 8 F. Díaz, 9 Renault, 10 Guerra, 11 Ylarraza, 12 C. Blanco, 13 E. Blanco, 14 Villarroel, 15 Cabrices, All. Enrique Gil |
| 8. | Rep. Dominicana    | Rep. Dominicana4 Castillo, 5 Feliz, 6 Estrella, 7 Paniagua, 8 Frías, 9 Brito, 10 Sánchez, 11 Cáceres, 12 Rivas, 13 Santos, 14 Peralta, 15 Monsac, All. Franklin Ogando    |